# قومية أرجنتينية

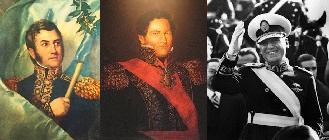
يعد كل من خوسيه دي سان مارتين وخوان مانويل دي روساس وخوان بيرون بالنسبة للقوميين الأرجنتينيين خطوط في الإستمرارية التاريخية للقومية الأرجنتينية.

القومية الأرجنتينيّة هو مصطلح يشير إلى قومية من الشعب الأرجنتيني والثقافة الأرجنتينية. والتي ازداد حضورها خلال حرب الاستقلال والحروب الأهلية، وتعززت خلال سنوات 1880.
كانت هناك موجات من الاهتمام المتجدد في القومية ردًا على الحرب العالمية الثانية، وعملية إعادة التنظيم الوطني وأعمال الشغب في ديسمبر 2001.